# Andrea Gabrieli
Pour les autres membres de la famille, voir Famille Gabrieli.
Andrea Gabrieli (ou Gabrielli) (né vers 1533, probablement à Venise - mort le 30 août 1585) est un compositeur italien du XVIe siècle.

## Biographie
Andrea Gabrieli est né vers 1533, probablement à Venise, descendant des Gabrieli, une famille patricienne originaire de Gubbio mais établie à Venise depuis le XIVe siècle.
Il y connut Adrien Willaert, puisque c'est sous sa direction à la basilique Saint-Marc qu'il débuta. En 1557, il est organiste à Cannaregio, l'un des six quartiers de Venise. C'est à cette époque qu'il tente d'obtenir le poste d'organiste vacant à Saint-Marc mais n'y parvient pas.
En 1562, il entreprend un voyage en Allemagne, passe par Francfort-sur-le-Main et Munich où il rencontre Roland de Lassus. Cette rencontre modifiera profondément son style car le compositeur l'influença énormément.
Saint-Marc l'accueille tout de même comme organiste en 1566, à l'une des places musicales les plus prestigieuses du nord de l'Italie. Ses fonctions l'amènent à composer plusieurs pièces pour différentes occasions, dont la victoire sur les Turcs à la bataille navale de Lépante en 1571.
Vers la fin de sa carrière, il devient un professeur émérite et reconnu. Parmi ses élèves, on trouve son neveu, Giovanni Gabrieli, le théoricien Ludovico Zacconi ou Hans Leo Hassler (ce dernier vers 1584).
On en sait peu sur sa mort, survenue le 30 août 1585. Sa carrière à Saint-Marc semble s'être achevée peu avant cette date. Une bonne partie de ses œuvres ont été publiées à titre posthume en 1587.

## Œuvre
En tant que compositeur, Andrea Gabrieli nous laisse une musique variée et importante : 400 œuvres. Musique sacrée vocale (de nombreux motets, dont Sacerdos et Pontifex), qui mêlent fréquemment deux ou plusieurs chœurs, remplacés parfois, partiellement, par des « chœurs instrumentaux », c'est-à-dire par des groupes cohérents d'instruments). Ces différents ensembles peuvent ainsi dialoguer entre eux ou se rejoindre, du haut des tribunes de Saint-Marc par exemple. Sa musique peut aussi être uniquement instrumentale. Par ailleurs il a également écrit de nombreux madrigaux profanes. On ne peut que constater l'importante influence qu'aura eu Roland de Lassus sur son style.

## Éditions
- Sämtliche Werke für Tasteninstrumente (édition critique de l'ensemble des compositions pour clavier), herausgegeben von Giuseppe Clericetti, Vienne 1997-99, Doblinger (Diletto Musicale, 6 volumes + Appareil critique : 1141-46, 09671).

## Discographie
- Hortus Voluptatis [« Jardin de la volupté »] : Chansons pour orgue de la Renaissance par Juliette Grellety-Bosviel à l'orgue Mounier de Francheville (Eure). France : Éditions Hortus, 2003. 1CD, Hortus 029. 5 Diapason.
- The penitential psalms of David" [« Psaumes pénitentiels de David »] - Netherlands Chamber Choir Instrumentalists from the Huelgas Ensemble - Dir :  Paul van Nevel  - Enregistré en Mai 2000, La Haye - Pays-Bas  - (Globe 5210) - 1CD
- Missa Apostolorum [« Messe des apôtres »] -  Francesco Cera (orgue) / More Antiquo - Dir : Giovanni Conti - Dynamic CDS 361 - 1CD
- A Venetian Coronation [Un couronnement vénitien] - 1595. Grand ceremonial music for the coronation of Doge Marino Grimani / Gabrieli Consort & Players - Paul McCreesh / Virgin Veritas 59006
- Musiche per organo [« Musiques pour orgue »] - Andrea & Giovanni Gabrieli - Luigi Ferdinando Tagliavini (orgue, plages #1-6,10,15-21); Liuwe Tamminga (orgue, plages #1,6-15,21) - Tactus 510001

### Partitions gratuites
- « Gabrieli, Andrea » (partitions libres de droits), sur l'IMSLP
- Partitions libres de Andrea Gabrieli dans Choral Public Domain Library (ChoralWiki)